# Lisa Gay Hamilton
Pour les personnes de même nom de famille, voir Gay.
Lisa Gay Hamilton est une actrice américaine, née le 25 mars 1964 à Los Angeles (Californie). Elle a notamment joué dans la série New York, police judiciaire et tourné dans La Vérité sur Charlie, The Practice, Jackie Brown, Jugé coupable.

## Filmographie

### Cinéma
- 1985 : Krush Groove de Michael Schultz
- 1990 : Le Mystère von Bülow (Reversal of Fortune) de Barbet Schroeder
- 1993 : Naked in New York de Daniel Algrant
- 1995 : L'Armée des douze singes (Twelve Monkeys) de Terry Gilliam
- 1997 : Jackie Brown de Quentin Tarantino
- 1998 : Halloween 20 ans après, il revient (Halloween H20: 20 Years Later) de Steve Miner
- 1998 : Beloved de Jonathan Demme
- 1999 : Jugé coupable (True Crime) de Clint Eastwood
- 2001 : Ten Tiny Love Stories de Rodrigo García
- 2002 : La Vérité sur Charlie (The Truth About Charlie) de Jonathan Demme
- 2002 : La Somme de toutes les peurs (The Sum of All Fears)
- 2003 : V-Day: Until the Violence Stops
- 2005 : Nine Lives de Rodrigo García
- 2007 : Honeydripper de John Sayles
- 2008 : Manipulation (Deception) de Marcel Langenegger
- 2009 : Le Soliste (The Soloist) de Joe Wright
- 2010 : Sortilège (Beastly) de Daniel Barnz
- 2010 : Mother and Child de Rodrigo García
- 2011 : Take Shelter de Jeff Nichols : Kendra
- 2013 : Go for Sisters de John Sayles : Bernice
- 2018 : My Beautiful Boy (Beautiful Boy) de Felix Van Groeningen : Rose
- 2018 : Vice d'Adam McKay : Condoleezza Rice
- 2019 : Ad Astra de James Gray : L'adjudant-général Amelia Vogel
- 2019 : The Last Full Measure de Todd Robinson : Celia
- 2023 : The Boogeyman de Rob Savage : Dr Weller

### Télévision
- 1995 : New York, police judiciaire (saison 5, épisode 21) : Denise Johnson
- 1997 : The Practice (1997–2003)
- 2004 : The L Word
- 2006 : New York, unité spéciale (saison 7, épisode 18) : Teresa Randall
- 2007 : New York, unité spéciale (saison 8, épisode 22) : Teresa Randall
- 2009 : Men of a Certain Age
- 2013 : Grey's Anatomy
- 2013 : New York, unité spéciale (saison 14, épisode 10) : Teresa Randall
- 2015 : House of Cards
- 2016 : Égarement coupable (Indiscretion) : Karen Wyatt
- 2017 : Chance
- 2022 : La Défense Lincoln (The Lincoln Lawyer)